# Годфрі Дьюї
Годфрі Дьюї (3 вересня 1887 — 18 жовтня 1977) — був президентом Організаційного комітету Лейк-Плесіда та дизайнером зимових спортивних споруд. Він відповідав за успішну кандидатуру Лейк-Плесіда на участь у зимових Олімпійських іграх 1932 року. На додаток до своєї ролі керівника лижної команди США, він був обраний прапороносцем на Іграх 1928 року в Санкт-Моріці, Швейцарія. Дьюї був обраний до Національної лижної зали слави США в 1970 році.
Годфрі Дьюї син Мелвіла Дьюї, винахідника десяткової класифікації Дьюї, та його першої дружини Енні Годфрі. Він батько Кетрін Дьюї, яка в 1940 році пілотувала бобслей і здобула перемогу на чемпіонаті США разом з чоловіками-гальмівниками; згодом жінкам було заборонено змагатися з чоловіками. Годфрі був почесним головою Фонематичної ради з орфографії. Його робота над проєктом World English Spelling, можливо, вплинула на розробку SoundSpel, оскільки він та Едвард Рондталер листувалися з 1971 року.